# متال‌کور
متال‌کور (به انگلیسی: Metalcore) سبک ترکیبی وسیعی از موسیقی اکستریم متال و هاردکور پانک است. این نام ترکیبی از نام دو سبک است که با تأکید بر موسیقی بریک‌داون از هم متمایز شده‌اند.